# 吴赞诚
吴赞诚（1823年—1884年），字存甫，号春帆，安徽庐江城关镇人。清朝官員。

## 生平
道光二十九年（1849年）拔贡，咸丰元年（1851年）以拔贡朝考知县分发广东。咸丰二年，署任廣東廣州府永安縣知縣（現紫金縣知縣）。后由鮑國珍接任。以后，补德庆州、顺德、虎门同知，因镇压太平军升暑惠潮嘉道。同治（1862年）调天津制造局，补天津道，擢顺天府尹。光绪二年（1876年）任福建船政大臣，光绪四年（1878年）以光禄寺卿署福建巡抚兼理船政和台湾海防。他亲临台湾组织农耕、修路、设防，改善土著生活；曾取道恆春，过红土嵌山，攀悬崖，越大溪，忍饥渴，径行三百里达卑南，恩泽和感化土著人；带病率部过瘴区越湿地，平定土著人叛乱；深入各地察民情，办防务，密切海岛与大陆的关系。光绪五年因病辞船政事务、巡抚开缺。光绪六年督办天津水师学堂。赞诚精通经史数理，思虑精密，办事坚韧耐劳，常自说：“天赋人以精神，原期有用，吾自分无安闲之福，苟有济于世，虽劳瘁奚辞。”他在赴台期间，积劳成疾，即患中风，回归后卧病三年，光绪十年（1884年）五月廿四日病逝。有女婿郑孝胥。